# Aréna du CEPSUM
Die Aréna du CEPSUM ist eine Eissporthalle der Universität Montreal in der kanadischen Stadt Montreal, Provinz Québec.

## Geschichte
Im Jahr 1930 sollte ein neuer Campus der Universität Montreal an der Nordwestseite des Mont Royal errichtet werden. 1965 wurde schließlich die das Architektbüro David, Barott et Boulva mit dem Bau des Centre d’éducation physique et des sports de l’Université de Montréal. Teil davon ist auch die Aréna du CEPSUM. Die Halle verfügt über 2461 Sitzplätze, unter denen sich drei Stockwerke mit Curlingbahnen befinden. 1967 fanden in der neuen Halle die Fechtweltmeisterschaften statt. Während den Olympischen Sommerspielen 1976 wurden in der Halle die Fechtwettkämpfe sowie das Fechten im Modernen Fünfkampf ausgetragen. Die Halle ist mit dem Pavillon de l’éducation physique et des sports durch einen Tunnel verbunden.